# David Gale
David Gale   (Manhattan, 13 de desembre de 1921 - Berkeley, 7 de març de 2008) va ser un matemàtic estatunidenc, especialitzat en economia matemàtica.
Nascut a Nova York, Gale es va graduar el 1943 a la universitat de Swarthmore (Pennsilvània) i va obtenir el 1947 el màster a la universitat de Michigan. El 1949 va rebre el doctorat a la universitat de Princeton amb una tesi de teoria de jocs dirigida per Albert W. Tucker. Després d'un curs de docent a Princeton va estar quinze anys de professor a la universitat de Brown menys un any sabàtic en el qual va treballar per la RAND Corporation. Va fer la resta de la seva carrera acadèmica a partir de 1965 a la universitat de Califòrnia a Berkeley.
Els seus camps de recerca van ser la teoria de jocs, la programació lineal i l'anàlisi convexa. Les seves aportacions a la teoria de l'equilibri general van ser fonamentals. El seu llibre de 1960 The Theory of Linear Economic Models va ser una referència obligatòria sobre el tema d'optimització.
Va ser un apassionat dels jocs abstractes; de cartes, de taula, puzles, etc. i va ser l'inventor dels jocs Chomp i Bridg-it.